# Michał Zabiełło
Michał Zabiełło (1760-1815) est un maréchal (président) de la diétine de Kaunas et général-lieutenant. En 1784, il devint castellan de Minsk.

## Biographie
Michał Zabiełło est le fils d'Antoni Zabiełło et de Zofia Niemirowicz-Szczytt. 
En 1792, il participe à la guerre contre la Russie